# Fort Wentworth
Le fort Wentworth  était un avant-poste construit sur ordre de Benning Wentworth en 1755. Il fut construit à la jonction de la rivière Ammonoosuc supérieure et du fleuve Connecticut, à Northumberland, New Hampshire, par des soldats du régiment Provincial du colonel Joseph Blanchard et Robert Rogers.

## Guerre de Sept Ans
En 1759, après leur raid sur Odanak en Nouvelle-France, les rangers de Robert Rogers et ses hommes se sont donné cet endroit comme point de ralliement  dans l'espoir de se réapprovisionner, mais le fort n'avait ni garnison, ni vivres. Rogers fut obligé de descendre le fleuve Connecticut jusqu'au Fort no 4 pour obtenir les approvisionnements pour ses hommes blessés et affamés.

## Révolution américaine
Au cours de la révolution américaine, la compagnie de rangers de Jeremiah Eames (en) resta en garnison et a réparé le fort inutilisé en 1776-1778, qui fut plutôt nommé vieux fort Old Fort. Le fort servait à protéger la Vallée du haut fleuve Connecticut contre une possible attaque des Britanniques venant du Canada. D'autres unités de milice du New Hampshire, commandées par Timothy Bedel et Moses Hazen faisaient aussi partie de la garnison ou à des différents postes défensifs temporaires dans cette région jusqu'à la fin de la guerre en 1783. La construction d'un fortin militaire plus au nord, près du 45e parallèle fut demandée par les Amérindiens qui avaient quitté Odanak et vivaient près de Coös, mais il ne fut jamais construit.

## Aujourd'hui
Un monument en pierre est situé près du village de Groveton sur la route 3 près du site du fort.